# Пермяков, Валентин Захарович
Валенти́н Заха́рович Пермяко́в (20 декабря 1931, Красноярский край, РСФСР — 12 июля 2014, Барнаул, Алтайский край, Российская Федерация) — советский и российский спортсмен и тренер по греко-римской борьбе, заслуженный тренер РСФСР. Мастер спорта СССР по классической борьбе (1956).

## Биография
Окончил Алтайский институт сельхозмашиностроения. Многократный чемпион Сибири и Дальнего Востока. Бронзовый призёр чемпионата РСФСР 1961 года, многократный чемпион Алтайского края. Представлял общество «Авангард» (Барнаул).
Тренер ДСО профсоюзов. Подготовил около двадцати мастеров спорта, лучший из его воспитанников — Владимир Попов — чемпион мира 1987 года, серебряный призёр Олимпийских игр 1988 года в Сеуле.
Заслуженный тренер РСФСР (1988). Награждён медалью «Ветеран труда».